# Đảo san hô vòng Bikini
Bikini (/ˈbɪkɪˌniː/ hoặc /bɪˈkiːni/; Marshall: Pikinni, có nghĩa là "nơi của dừa"), đôi khi được gọi là Đảo san hô vòng Eschscholtz giữa những năm 1800 đến 1946 (xem phần Từ nguyên dưới đây để biết lịch sử và chính tả của từ đồng nghĩa), là một rạn san hô vòng bao gồm 23 hòn đảo bao quanh một đầm phá trung tâm có diện tích 229,4 dặm vuông Anh (594,1 km2) thuộc Quần đảo Marshall. Cư dân đảo san hô được di dời vào năm 1946, sau đó các đảo và đầm phá là nơi diễn ra 23 vụ thử hạt nhân của Hoa Kỳ cho đến năm 1958.
Đảo san hô nằm ở cuối phía bắc của Chuỗi đảo Ralik, cách khoảng 850 kilômét (530 mi) về phía tây bắc thủ đô Majuro. Ba gia đình đã được tái định cư trên đảo Bikini vào năm 1970, với tổng số khoảng 100 cư dân. Nhưng các nhà khoa học đã tìm thấy nồng độ phóng xạ Strontium-90 nguy hiểm cao trong nước giếng vào tháng 5 năm 1977, và các cư dân trên đảo mang trong người Caesi-137 nồng độ cao bất thường. Đảo san hô ngày nay thỉnh thoảng được các thợ lặn và một số nhà khoa học ghé thăm và trên đảo chỉ có một số ít người chăm sóc.

## Tên nguyên
Tên tiếng Anh của hòn đảo có nguồn gốc từ tên thuộc địa Đức là Bikini được đặt cho đảo san hô khi nó là một phần của New Guinea thuộc Đức. Tên tiếng Đức được phiên âm từ tên tiếng Marshall của hòn đảo là Pikinni, "Pik" có nghĩa là bề mặt và "Ni" có nghĩa là dừa.

## Lịch sử
Loài người đã sinh sống tại đảo san hô Bikini trong khoảng 3.600 năm. Kỹ sư, khảo cổ học trong Quân đội Hoa Kỳ Charles F. Streck, Jr. đã tìm thấy những mẩu than, xương cá, vỏ sò cùng nhiều mẫu vật khác nằm ở độ sâu 1 mét (3 feet) dưới cát. Định tuổi bằng đồng vị cacbon cho thấy những mẫu vật này có niên đại từ năm 1960-1650 TCN. Những khám phá khác trên đảo Bikini và Eneu cũng có niên đại từ năm 1000 đến 1 TCN, và số khác từ năm 400-1.400 sau CN.
Lần đầu tiên đảo san hô được ghi nhận bởi người châu Âu là vào tháng 9 năm 1529 bởi nhà hàng hải người Tây Ban Nha Álvaro de Saavedra khi ông trên con tàu La Florida của mình cố gắng trở về Tân Tây Ban Nha và được gọi là Buenos Jardines (những khu vườn tốt ở Tây Ban Nha). Marshall thiếu sự giàu có tài nguyên để khuyến khích khai thác hoặc trích lập bản đồ. Thuyền trưởng Anh Samuel Wallis tình cờ bắt gặp các đảo san hô Rongerik và Rongelap khi đi thuyền từ Tahiti tới Tinian. Thuyền trưởng Hải quân Anh John Marshall và Thomas Gilbert đã khám phá một phần quần đảo Marshall vào năm 1788.
Người phương Tây đầu tiên nhìn thấy đảo san hô vào giữa những năm 1820 là thuyền trưởng và nhà thám hiểm người Đức Baltic Otto von Kotzebue. Ông đã đến thăm ba lần trong năm 1816 và 1817. Ông đặt tên nó là Eschscholtz Atoll, theo tên của Johann Friedrich von Eschscholtz, một nhà tự nhiên học trên tàu của ông. Người Đức Baltic đã sử dụng hòn đảo như là một nơi sản xuất dầu dừa, mặc dù việc tiếp xúc với người dân bản địa là không thường xuyên. Khí hậu trên đảo khô hơn so với các nơi khác của quần đảo Marshall. Những người dân trên đảo được thuê để lấy cùi dừa khô thương mại trong thời kỳ thuộc địa Đức.
Năm 1867, các nhà truyền giáo Tin Lành của Ủy ban Ủy ban Quốc tế Hoa Kỳ đến Ebon, phía nam chuỗi đảo Ralik. Họ đưa Ki tô giáo đến với những người dân trên đảo, và dần dần nó thay thế tôn giáo bản địa.
Sau Chiến tranh Thế giới lần thứ hai, Hoa Kỳ đã tham gia vào Cuộc chạy đua vũ trang hạt nhân thời Chiến tranh Lạnh với Liên Xô để chế tạo những quả bom hạt nhân lớn hơn và có sức tàn phá cao hơn.
Trong chương trình thử nghiệm vũ khí hạt nhân trên đảo Bikini, đã có tổng cộng 23 vụ thử nghiệm từ năm 1946 đến 1958 tại bảy địa điểm. Các loại vũ khí thử nghiệm đã được kích nổ trên ngay tại rạn san hô, trên biển, trên không và cả dưới nước với tổng cộng 42,2 Mt. Cuộc thử nghiệm bắt đầu với loạt thử nghiệm vào tháng 7 năm 1946. Ngay sau khi Thế chiến II kết thúc, tổng thống Hoa Kỳ Harry S. Truman chỉ đạo các quan chức Quân đội và Hải quân bảo đảm một địa điểm thử nghiệm vũ khí hạt nhân.
Vào thế chiến thứ hai, nước Mỹ quay trở về với việc sản xuất bom hạt nhân, và bờ biển của đảo san hô vòng Bikini là nơi để Mỹ thử nghiệm việc này. Trong thời gian sản xuất và thử nghiệm bom hạt nhân tại đây, Mỹ đã thả xuống khu vực Quần đảo Marshall 67 quả bom. Vào ngày 1 tháng 3 năm 1954, lần đầu tiên, Mỹ bắt đầu chuỗi thử nghiệm "Lâu đài Hoạt động". Quả bom "Castle Bravo" là một trong những quả bom được thử nghiệm nổi tiếng. Chính quả bom này đã làm cho tàu đánh cá Nhật Bản Daigo Fukuryū Maru bị nhiễm xạ.
Cũng chính tại đây, Mỹ đã sản xuất ra 2 quả bom "Fat Man" và "Little Boy", 2 quả bom mà sau này được thả xuống Hiroshima và Nagasaki. Chúng đã gây ra nhiều tổn thất rất lớn, làm không ít người chết. Số người chết nhiều nhất ở đây là thường dân.

## Thư viện ảnh

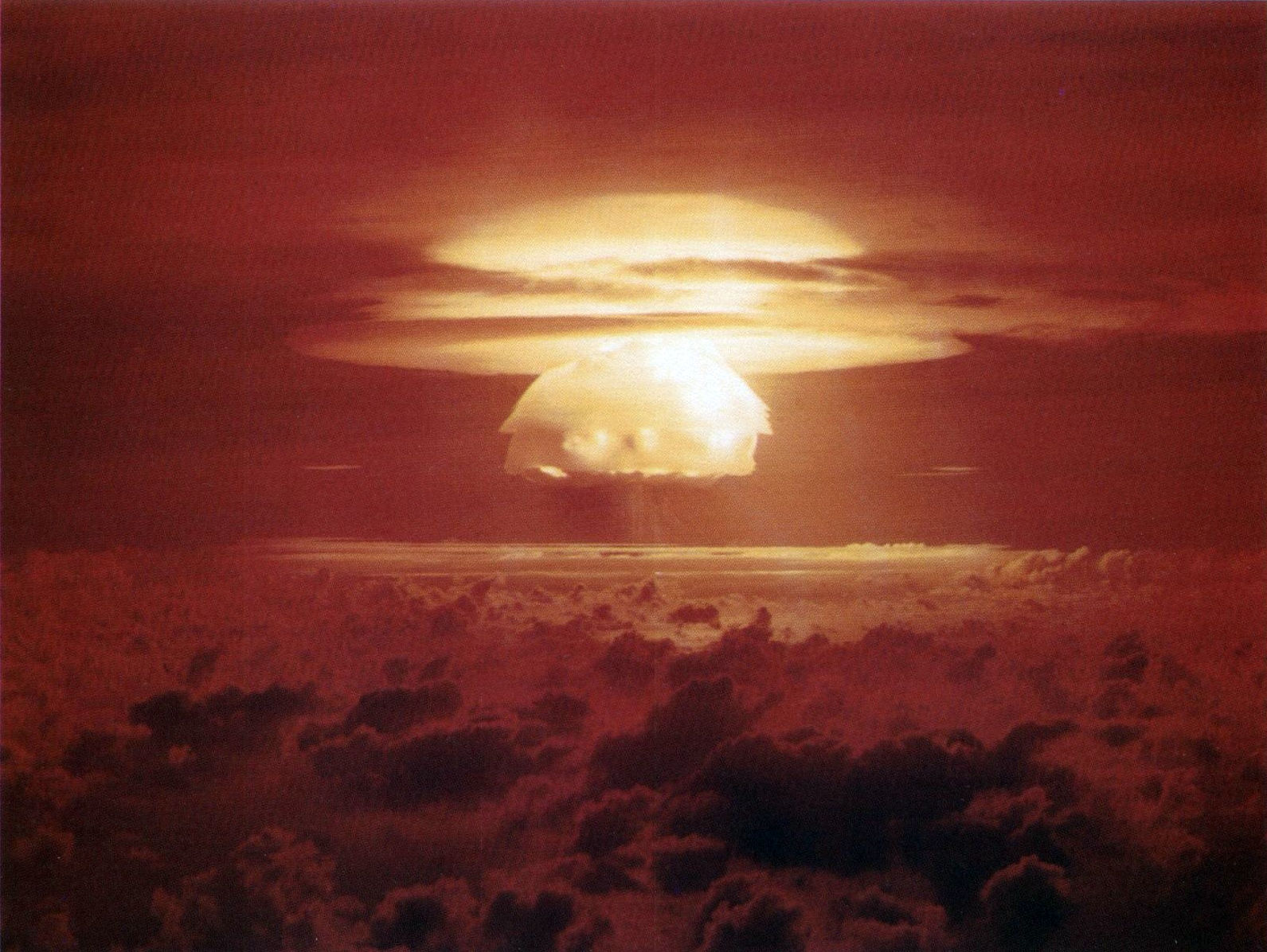
"Castle Bravo"
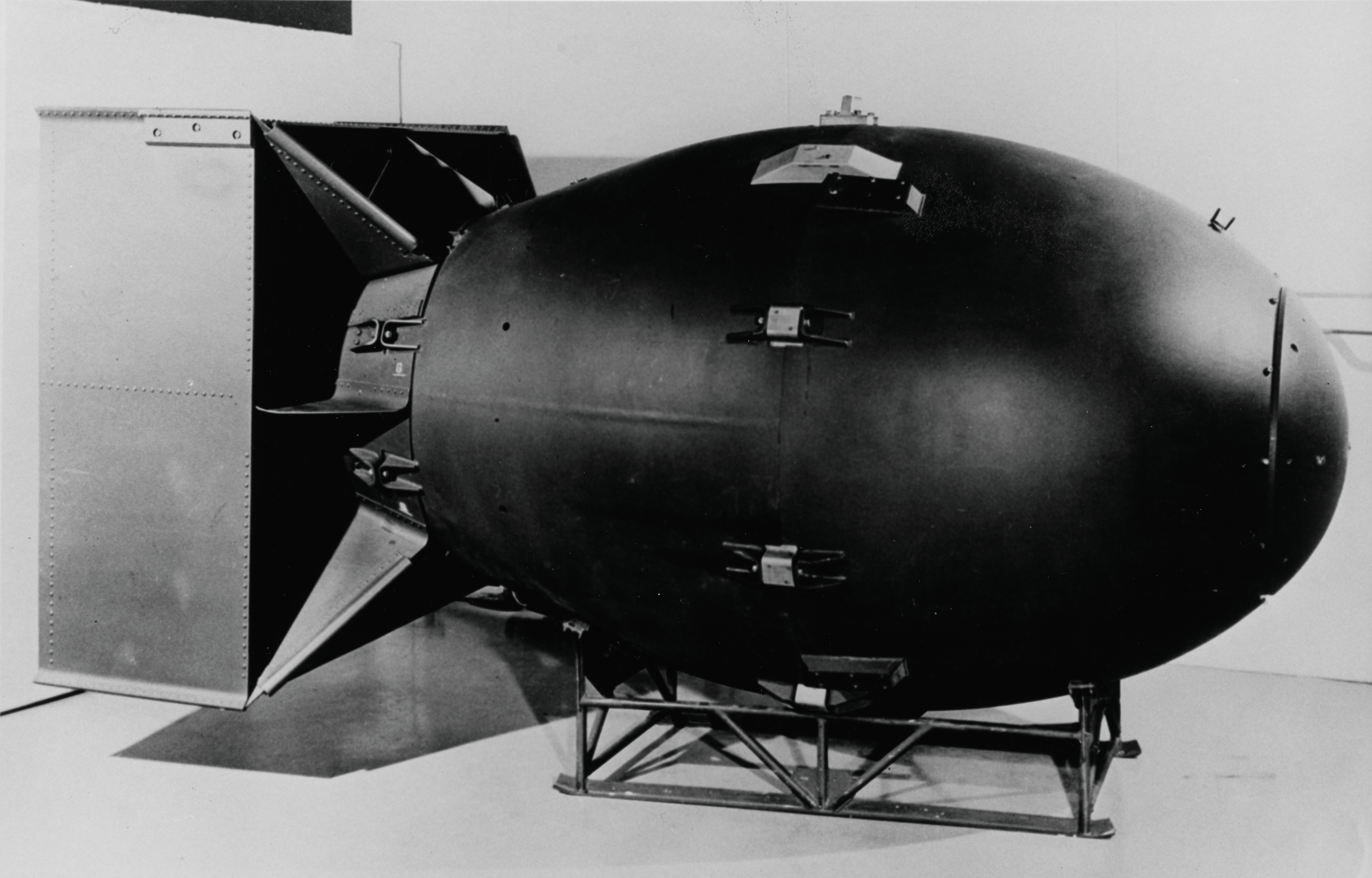
"Fat Man"
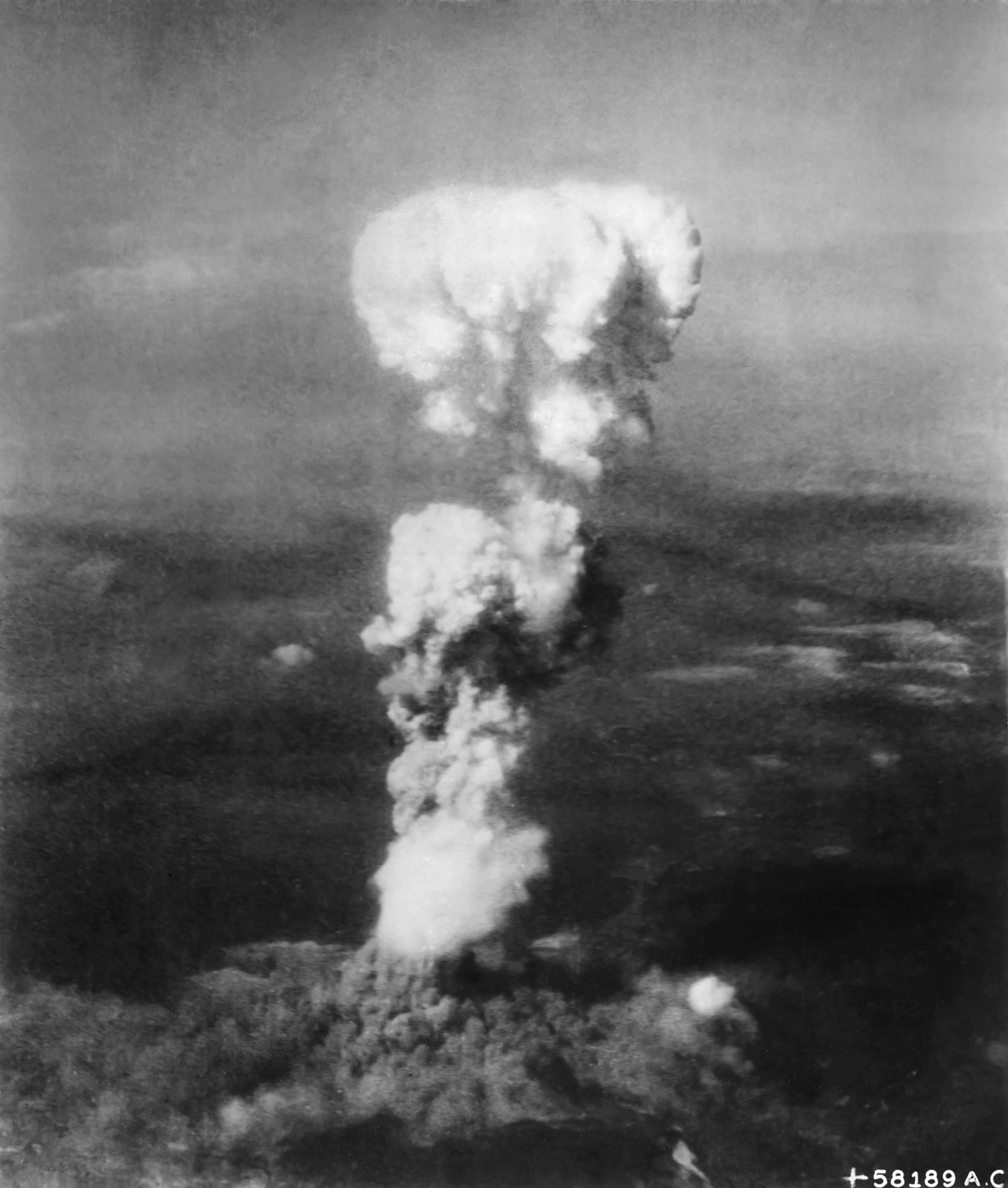
"Little Boy"
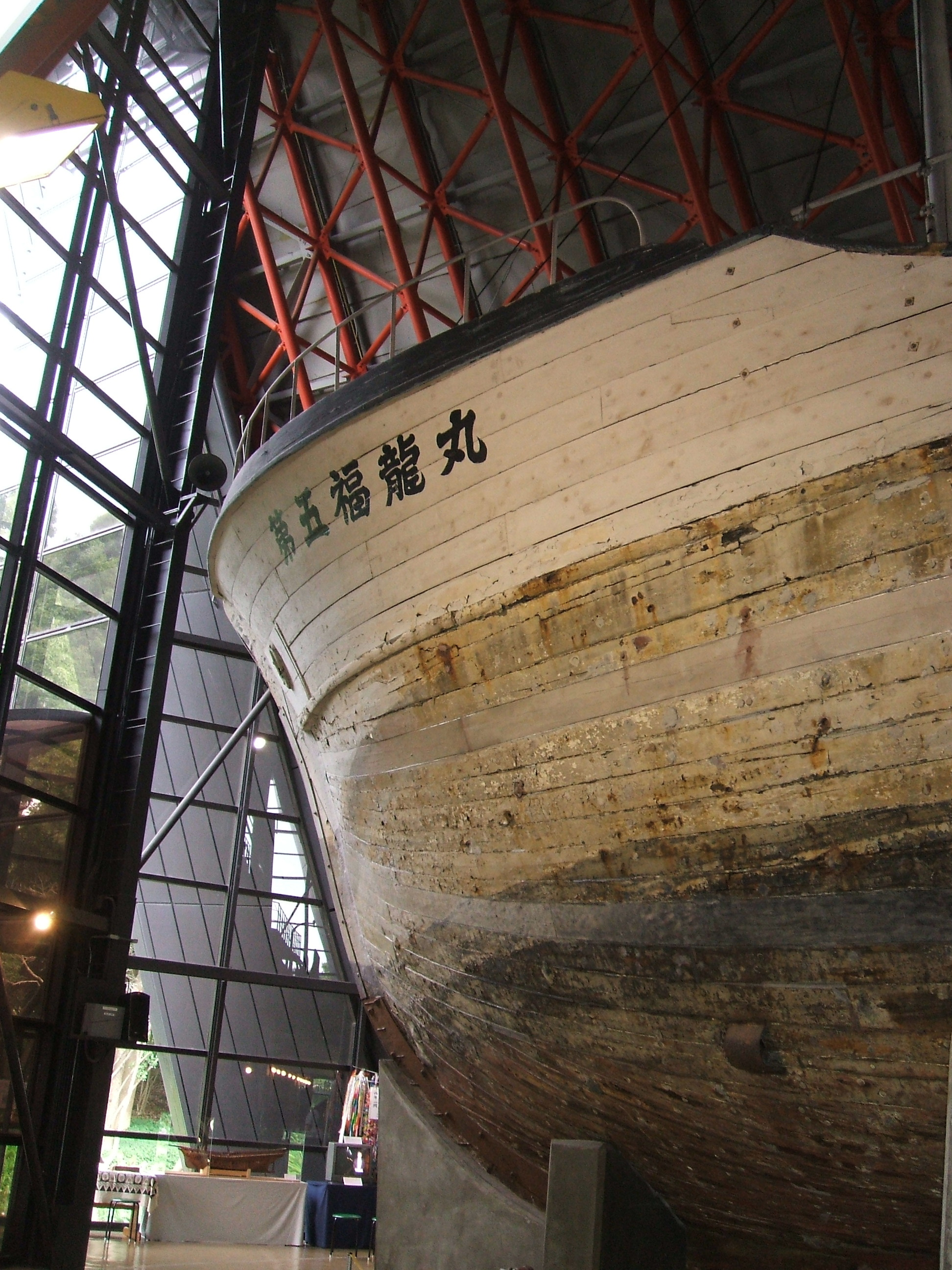
Tàu đánh cá "Daigo Fukuryū Maru"
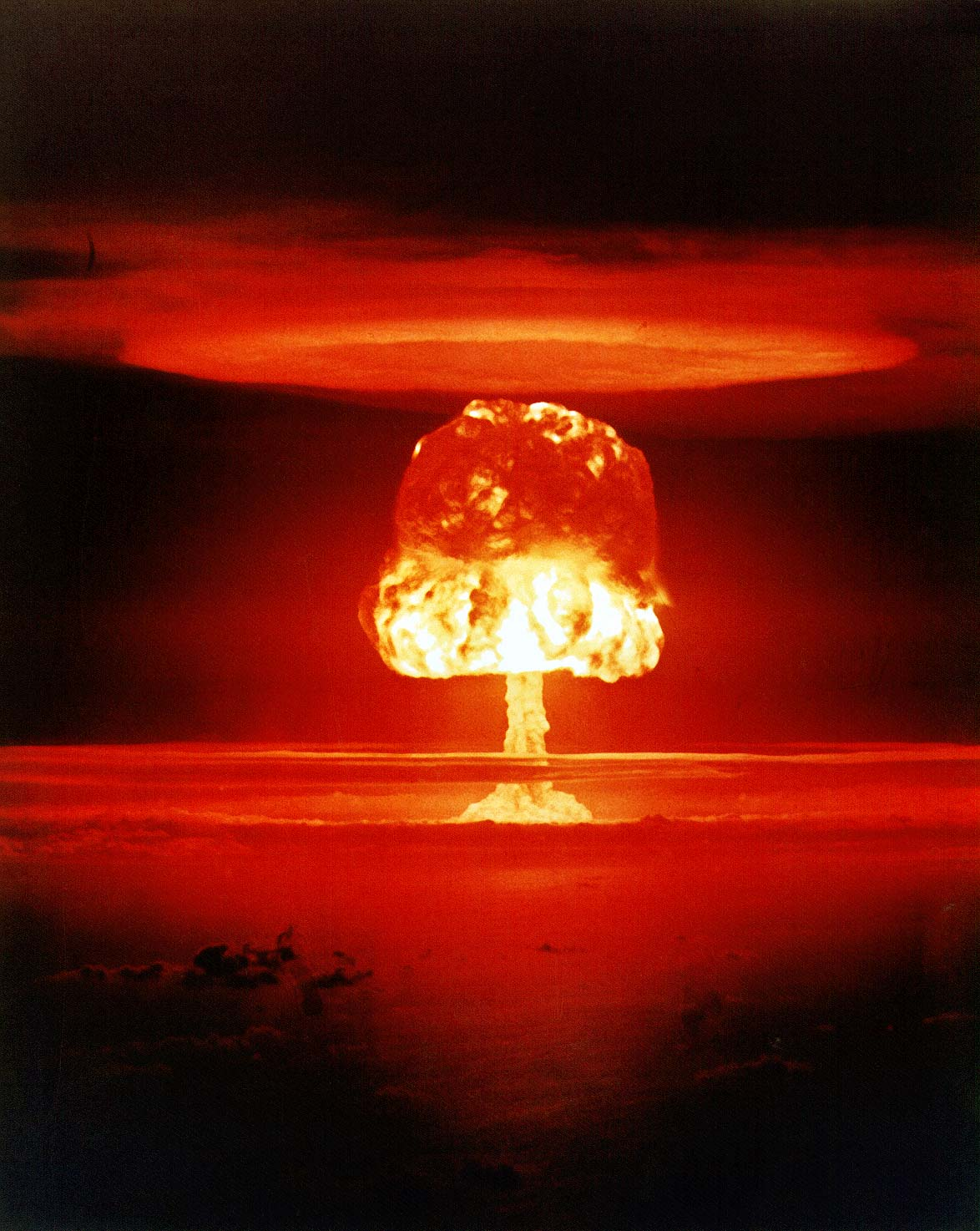
"Castle Romeo"